# Aya z Montu
Svatá Aya (Ája, Agia, Austregildis) žila v 7. a 8. století. Její úmrtí je datováno na rok 714. Tato benediktinka byla manželkou svatého Hidulfa. Když se Hidulf stal mnichem, rozdělili se a Aya vstoupila do ženského kláštera svaté Waltrudy v Montu. Následně ovdověla a rozhodla se veškerý majetek darovat domovskému klášteru. Po jejím skonu si příbuzní činili nárok na pozůstalost klášteru odkázanou. Vydali se k jejímu hrobu, kde k nim, dle legendy, světice promluvila. Spory poté ustaly a majetek zůstal klášteru.
Svátek světice se slaví 18. dubna.
Svatá Aya je patronkou lidí, kteří vedou soudní spory. Bývá zobrazována s košíkem s listinami, s křížkem.